# Tjyhyryn
Tjyhyryn (ukrainsk: Чигири́н, ukrainsk udtale: [tʃɪɦɪˈrɪn], russisk: Чигири́н, polsk: Czehryń, tyrkisk: Çigirin or Çehrin) er en by og et historisk område i Tjerkasy oblast i det centrale Ukraine. 
Efter en tvungen flytning af det ruthenisk-ortodokse metropolitanske sæde fra Kyiv. Fra 1648 til 1669 var byen residens for kosakkernes hétman, og  i 1658 blev byen en fuldgyldig hovedstad for Kosakhetmanatet (en).  Tjyhyryn blev også et traditionelt sted for udnævnelse til embedet som Hetman af ukrainske kosakker. Den er hjemsted for administrationen af Tjyhyryn urban hromada, en af Ukraines hromadaer. Byen har 8.658 (2019) indbyggere.
Tjyhyryn ligger ved floden Tjasmyn 124 meter over havets overflade og er administrativt centrum i Tjerkaskij rajon.

## Historie
Området var i perioden 1320–1569 en del af Storfyrstendømmet Litauen og overgik til Den polsk-litauiske realunion  (i Kyiv voivodskab af Polens krone) før Lublinunionen. Området fik Magdeburgrettigheder i 1592 af Sigismund 3. Vasa af Polen.
I 1648 blev byen residens for kosakkernes hétman. Under Den polsk-osmanniske krig (1672-1676) og Den russisk-tyrkiske krig (1676-1681) var byen udsat for flere belejringer og blodige slag. Russiske styrker sprængte fæstningen i 1678, da de forlod byen og de indtrængende osmanniske styrker plyndrede og hærgede resten af byen. Herefter tabte byen gradvist sin betydning. Området blev i 1793 en del af Det russiske kejserrige som en del af Kijev-regionen.

## Galleri
- Hovedgaden i Tjyhyryn
- Indgangen til den restaurerede Bogdan Khmelnytskij residens
- Bogdan Khmelnytskijs residens
- St. Peter  Paul-kirken i Tjyhyryn
- Statue nær kirken
- Rester af Čyhyryn-fæstningen på borghøjen
- Bogdan Khmelnytskij monument i Tjyhyryn

## Klima
| Vejr for Chyhyryn (1981–2010)            | Vejr for Chyhyryn (1981–2010) | Vejr for Chyhyryn (1981–2010) | Vejr for Chyhyryn (1981–2010) | Vejr for Chyhyryn (1981–2010) | Vejr for Chyhyryn (1981–2010) | Vejr for Chyhyryn (1981–2010) | Vejr for Chyhyryn (1981–2010) | Vejr for Chyhyryn (1981–2010) | Vejr for Chyhyryn (1981–2010) | Vejr for Chyhyryn (1981–2010) | Vejr for Chyhyryn (1981–2010) | Vejr for Chyhyryn (1981–2010) | Vejr for Chyhyryn (1981–2010) |
|                                          | Jan                           | Feb                           | Mar                           | Apr                           | Maj                           | Jun                           | Jul                           | Aug                           | Sep                           | Okt                           | Nov                           | Dec                           | År                            |
| ---------------------------------------- | ----------------------------- | ----------------------------- | ----------------------------- | ----------------------------- | ----------------------------- | ----------------------------- | ----------------------------- | ----------------------------- | ----------------------------- | ----------------------------- | ----------------------------- | ----------------------------- | ----------------------------- |
| Gennemsnitlig maks °C                    | −0,9                          | −0,1                          | 5,5                           | 14,4                          | 21,3                          | 24,3                          | 26,3                          | 25,9                          | 20                            | 13                            | 5                             | 0,4                           | 12,9                          |
| Gennemsnitlig °C                         | −3,5                          | −3,1                          | 1,7                           | 9,4                           | 15,9                          | 19,2                          | 21,2                          | 20,4                          | 14,9                          | 8,8                           | 2,3                           | −2,1                          | 8,8                           |
| Gennemsnitlig min °C                     | −6,1                          | −5,9                          | −1,5                          | 4,8                           | 10,4                          | 14,3                          | 16,1                          | 15                            | 10,4                          | 5,4                           | −0,2                          | −4,4                          | 4,9                           |
| Gennemsnitlig nedbør mm                  | 34,4                          | 32,9                          | 35,5                          | 36,7                          | 49,7                          | 77,1                          | 65,2                          | 54,2                          | 55,9                          | 42,1                          | 39,4                          | 37                            | 560,1                         |
| Gns. dage med nedbør (≥ 1.0 mm)          | 7,4                           | 7,1                           | 7,3                           | 7                             | 7,2                           | 8,5                           | 7,1                           | 6,3                           | 6,5                           | 5,7                           | 6,8                           | 7,4                           | 84,3                          |
| Gns. luftfugtighed (%)                   | 83,5                          | 80,8                          | 76,6                          | 66,9                          | 63,2                          | 68                            | 68                            | 66,4                          | 71,9                          | 76,9                          | 84                            | 85,1                          | 74,3                          |
| Kilde: World Meteorological Organization |                               |                               |                               |                               |                               |                               |                               |                               |                               |                               |                               |                               |                               |